# Surfside 6
Surfside 6 ist eine US-amerikanische Krimiserie, die zwischen 1960 und 1962 produziert wurde.

## Handlung
Im Mittelpunkt der Handlung stehen das Detektivbüro von Sandy Winfield II, Kenny Madison und Dave Thorne, das sich auf einem Hausboot mit der Adresse Surfside 6 in Miami befindet. Häufig in die Handlung mit einbezogen werden die Nachbarin und Yachtbesitzerin Daphne Dutton und die im Fontainebleau Miami Beach beschäftigte Nachtclubsängerin Cha Cha O’Brien.

## Hintergrund
Surfside 6 war ein Spin-off von New Orleans, Bourbon Street und zählte zu einer Reihe zeitgleich von Warner Bros. produzierter Krimiserien. Mittels Handlungsüberschneidungen traten die Figuren von Surfside 6 auch in 77 Sunset Strip und Hawaiian Eye auf.
Surfside 6 war eine real existierende Adresse in Miami Beach, an dem wirklich ein Hausboot vertäut war, dieses stand jedoch in keinem Zusammenhang mit der Serie.